# Kajetan z Thieny
Kajetan z Thieny (ur. 1480 w Vicenzy, zm. 7 sierpnia 1547 w Neapolu) – włoski duchowny katolicki, założyciel i członek zakonu teatynów (kleryków regularnych), święty katolicki.

## Życiorys
Kajetan urodził się we włoskim mieście Vicenza w 1480 roku. Jego rodzicami byli Kasper i Maria Porto, a ponieważ ojciec Kajetana pochodził z Thieny, świętego często też nazywa się Kajetanem z Thieny. Matka Kajetana, po narodzeniu syna ofiarowała go Najświętszej Maryi Pannie z intencją, aby Matka Boża doprowadziła go do zbawienia.
Kajetan w 1504 roku uzyskał w Padwie doktorat z prawa rzymskiego i kościelnego. W 1506 roku przeniósł się do Rzymu, gdzie na dworze papieskim pełnił funkcję protonotariusza papieskiego. Dwa lata później został mianowany proboszczem w parafiach Malo i Bressanvido. W tym czasie był taki zwyczaj, że proboszczem mógł być mianowany człowiek świecki, żeby mieć źródło utrzymania, ale oczywiście obowiązki duszpasterskie wypełniali kapłani. Kajetan odwiedzał szpitale i przytułki dla ubogich, które starał się w miarę możliwości wspierać. Dopiero w wieku 36 lat Kajetan zdecydował się przyjąć święcenia kapłańskie.
W 1520 roku Kajetan powrócił do Vicenzy. Bardzo dużo pracował z ludźmi: głosił kazania, spowiadał, prowadził katechizację dzieci i młodzieży, a także odwiedzał chorych i ubogich w szpitalach i przytułkach. Wokół niego zaczęli się gromadzić uczniowie, którzy wspomagali go w jego pracy.
Wystąpienie Marcina Lutra w 1517 roku, a następnie reformacja były przyczyną ogromnych strat zakonów, szczególnie benedyktynów i augustianów. W wielu krajach Europy życie zakonne ustało (Anglia, Skandynawia, większość państw niemieckich). Niedostosowanie do zmieniającej się rzeczywistości, bogactwo i upadek moralny starych zakonów były szczególnie atakowane przez zwolenników reformacji. W poł. XVI wieku, jako odpowiedź Kościoła, powstał nowy typ zakonów – klerycy regularni, których członkowie kładli nacisk głównie na indywidualną, wewnętrzną religijność kapłanów i wiernych, pracę duszpasterską – kazania, spowiedź, ćwiczenia duchowne, a także edukacyjną. Najważniejszym zakonami kleryckim stali się jezuici, założeni w 1534 roku przez św. Ignacego Loyolę, a także pijarzy, teatyni i kamilianie (kanonicy regularni posługujący chorym). Dążenia do odnowy przejawiały się również wśród mendykantów – zakonów żebrzących (karmelici bosi, franciszkanie obserwanci, franciszkanie reformaci) i zakonów mniszych (cystersów-trapistów).
W 1523 roku Kajetan powrócił do Rzymu, a w rok później papież zatwierdził powstanie nowego zgromadzenia zakonnego, założonego przez św. Kajetana. Zakon nazwano Kanonikami Regularnymi, ale od imienia założyciela nazywano go również kajetanami; używano również nazwy teatyni. Wśród pierwszych braci tego zakonu znalazł się także późniejszy papież Paweł IV.
W 1527 roku cesarz Niemiec i król Hiszpanii Karol V Habsburg, chcąc zemścić się na papieżu Klemensie VII, najechał Rzym i splądrował miasto. Św. Kajetan był przez pewien czas więziony.
Kajetan szczególne nabożeństwo miał do Dzieciątka Jezus. Do dziś figurka Dzieciątka Jezus św. Kajetana słynie jako cudowna.
W 1547 roku w Neapolu wybuchła wojna domowa. Święty Kajetan miał prosić Pana Boga, by przyjął ofiarę jego życia dla zahamowania rozlewu krwi. Pan Bóg miał przyjąć ofiarę, ponieważ 7 sierpnia tego roku Kajetan zmarł.

## Kult
Relikwie
Relikwie św. Kajetana złożono w grobowcu w kościele San Paolo Maggiore w Neapolu, gdzie spoczywają do dzisiaj.
Proces beatyfikacyjny i kanonizacyjny
Beatyfikacji Kajetana dokonał papież Urban VIII w 1629 roku. Kanonizował go w 1671 roku papież Klemens X.
Dzień obchodów
Wspomnienie liturgiczne w Kościele katolickim obchodzone jest 7 sierpnia.